# 전기신경치료

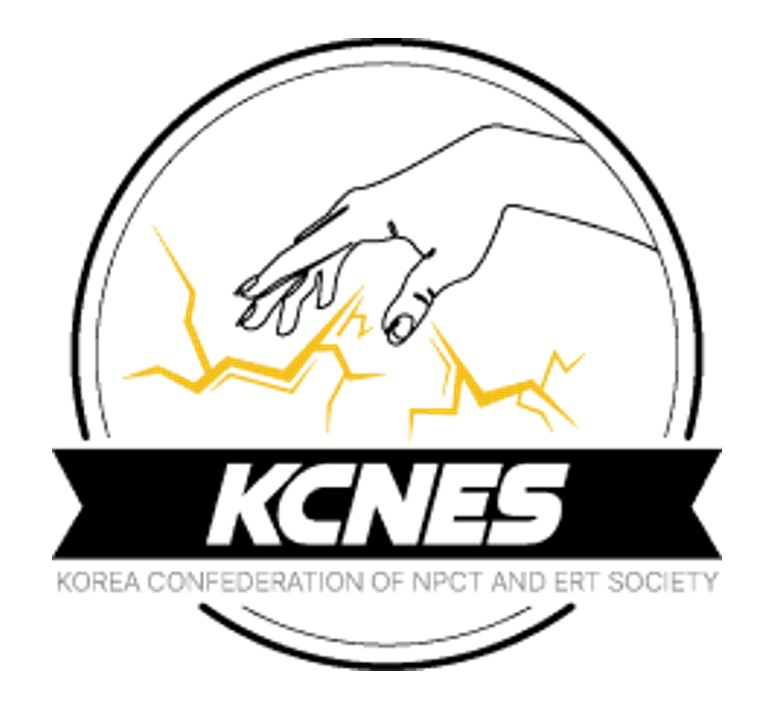
대한전기신경치료의학회 로고

전기신경치료(영어: Electro Release Therapy & Nerve Pain Control Therapy)는 전기적 자극을 이용한 비수술 통증조절 치료법의 일종이다. 도수치료를 기본으로 전기를 통증 깊숙한 곳에까지 침투시켜 신경치료가 가능한 치료 방식이다. 근육의 길이를 회복시키고 혈관과 림프순환을 촉진하여 부종을 감소시키는 효과가 있으며, 관절을 가로지르는 근육을 이완시켜 가동성 증가 및 관절 기능을 회복시켜줄 수 있다.

## 상세
전기신경치료는 1990년부터 시작되어 현재까지 꾸준하게 병원에서 사용되며 발전하고 있는 비수술 통증조절치료법이다. 현재는 물리치료사 및 소수의 전문의들에 의해서만 시행되고 있는 도수치료법이다. 기존의 정통 도수치료법은 환자의 기능, 균형을 정상화하고 운동치료를 통해 통증을 억제하며 재발을 방지하는 치료원리를 가지고 있으나, 초기에 나타나는 급성 염증성 통증과 질병이 진행되면서 나타나는 일반 근골격계 통증조절에는 한계가 있다. 이러한 정통 도수치료의 통증조절 측면의 한계를 보완한 새로운 도수치료법이 바로 전기신경치료이다.
전기신경치료의 특징은 기존의 도수치료에서 할 수 있는 인체의 기능개선, 균형조절, 운동재활을 포함하며 추가로 초기에 나타나는 심한통증의 원인인 염증성 통증과 그외 모든 통증에 탁월한 통증조절이 동시에 가능하다. 일반 도수치료는 현재의 통증을 해결하기 위해서 상당한 시간이 걸린다는 한계가 있고, 그래서 대부분의 환자의 경우 통증의 원인부가 사라지는 시점이 되어야 호전이 된다는 한계가 있다. 그러나 전기신경치료는 이를 보완하여 초기 급성염증성 통증을 포함한 모든 통증을 우선적으로 해결 해줌으로서 기존의 도수치료법보다 아프고 고통스러운 상태로부터 더욱 빠르게 벗어 날 수 있다. 또한, 전체적인 치료기간을 상당히 단축시킬수 있으며 회복속도 또한 빨라 환자들의 만족도가 매우 높은 편이다.
현재 1,000여명의 의료인들로 구성된 전기신경치료학회에 의해 마취분야 및 통증분야에서 꾸준한 연구 개발이 이루어지고 있고, 전통적인 도수치료법의 한계를 보완한 새로운 방안으로 평가받고 있다.

## 종류

### APCT (Anesthesia Pain Control Therapy)
효과적인 통증치료를 위해 사전에 실시하는 치료법으로 즉각적인 통증감소 결과를 보인다. 심하지 않은 통증의 경우 보통 이 치료만으로도 통증조절 및 지속성을 확보할 수 있다.
Anesthesia Pain Control Therapy의 약자이며 마취 기법을 통한 통증조절의 원리를 갖고 있다. 인체는 외부에서 유입되는 위해자극에 의해 감각신경체계의 과민화 현상(EPSP)이 나타나며 이것이 지속될때 통증을 느끼게 된다. 또한 통증이 발생하게 되면 통증을 피하는 자세를 취하게 되어 몸의 비틀어짐현상이 나타난다. 이런 경우에 APCT는 하행통증조절이론에 입각하여 척수로 전달되는 과정에 개입한다. 그 결과 흥분성 신경전달물질인 Glutamate가 리셉터인 AMPA와 결합하는것을 방해하고 또한 통증을 지속적으로 느끼게 하는 NMDA 리셉터와의 결합을 방해하게 되어 통증이 조절되는 원리이다.(IPSP)
이 과정을 거치면서 통증을 피하는 자세인 몸의 비틀어짐현상도 완화되어 더욱더 통증조절이 잘될수 있도록 유도한다. 경미한 통증이 있는 경우에 이 치료만으로도 통증이 감소될수 있다. 심각한 통증이 있는 경우에 APCT는 치료의 사전 과정으로 개입할 수 있다. 통각신경역치를 올려주고 움직일때 통증이 나타나는 기계적 통증을 억제하여 통증부위를 강력히 억제하여 준다. 모든 근골격계 통증에 유의성이 있으며 통증이 조절된 상태로 다른 여러가지 좋은 치료들을 접목시킬 수 있다.

### ENB (Electro Nerve Block)
통증 치료후 남아있는 잔존통 제거치료법이다.
Electro Nerve Block 의 약자이며 통증의 근본원인이 되는 부분을 직접적으로 자극할 수 있는 방법이다. 통증을 느끼게 하는 통각신경역치의 하강현상은 APCT로 해결할 수 있으나, 통증의 원인이 되는 압통점과 염증등은 APCT로 해결될수 없다. 이 경우 ENB는 의도적으로 약간의 염증을 더 유발시킨다. 발생한 염증은 새로운 조직으로 개편되어서 근본적인 통증의 원인부를 회복시킨다.
ENB를 통한 염증의 발현은 심하지 않지만, ENB 치료를 실시한뒤에는 감각신경의 역치를 높일수 있는 치료인 APCT를 반드시 병행해야 한다. 그렇지 않으면 3일정도 통증을 더 느낄수 있기 때문이다. 또는 진통제와 소염제를 3일정도 복용해야 한다. ENB치료의 장점은 결론적으로 통증조절이 된 상태를 오래동안 지속할 수 있다는 점이다. 또한 이 치료를 몇회 반복하여 적용하였을때 오래동안 고통스러웠던 통증을 해결할 수 있는 원리이다.

### ERT (Electro Release Therapy)
빠른 부종 및 통증감소를 기대할 수 있는 치료법이다.
Electro Release Therapy 의 약자이며 근육의 강력하게 이완시키는 원리를 갖고 있다. 근육통이 있을때 적용하는 좋은 비수술적 방법으로 근막유리술(MFR)이 있다. 이 치료를 전기치료와 병행하여 치료하는 방법이 바로 ERT이다. 또한 근육통이 발생한 해당근육의 과신전운동(stretching ex.)을 동시에 병행하여 치료하는 방법이기도 하다.
전기자극을 위의 근막유리술이나 과신전운동과 병행할때 전기자극은 강력한 근육의 수축을 유도하게 된다. 그러나 치료의 자세및 기술적인 접근을 통해서 수축된 근육을 오히려 신전시켜주어 신장성 수축운동(essentric contraction)을 유도하는 원리를 갖는다.

### MBT (Muscle balanceTherapy)
전기신경치료를 병행하여 근밸런스, 균형을 조정해주는 효과적인 능동적 도수치료 방법이다.

### MRT (Muscle Release Therapy)
전기치료를 병행한 효과적인 관절의 무통증 운동치료법이다. 골절후 관절 재활 치료시 무통증 운동치료가 가능하여 관절의 장애율을 현격하게 감소시킬 수 있다.
Muscle Release Therapy의 약자이며 전기치료와 운동치료를 병행하는 원리를 갖는다. 모든 근골격계 통증의 원인중 하나가 바로 해당 관절의 제한이다. 관절 가동성제한이 걸리게 되면 통증이 더 생기게 된다. 예를 들어 어깨 통증이 있는 환자가 있다고 가정해보면 통증으로 인해 점점더 어깨를 원활히 사용하지 못하게 되고 이 기간이 길어지게 되면 어깨 관절이 굳어지게 된다. 그러면 아프니까 더 안움직이게 되고 안움직이니까 관절은 더 굳어버리는 현상이 나타나는 것이다. 이 과정을 거치게 되는 환자를 일반적으로 회전근개파열에 의한 오십견환자라고 한다. 이처럼 관절이 굳어져 버리게 되면 환자는 굳은만큼 통증을 더 느끼게 되어 일상생활에서 상당히 불편한데, 이런 경우 MRT 기법은 환자에게 상당히 공격적인 치료법이다.
접근하는 방법은 해당 관절을 지배하는 신경을 마취하는 기법인 APCT를 적용후 어깨 운동을 적용하는 것이다. 이 방법의 장점은 운동치료시 통증을 덜느끼거나 아예 통증을 느끼지 못한다는데 있다. 원리적으로 기계적 통각신경역치를 상승시킨다고 하는데 바로 기계적 통각 역치를 상승시킨 상태에서 운동을 적용함으로 환자는 덜 아픔으로 보다 원활히 해당 관절을 자유롭게 움직이며 운동이 가능하게 되는 원리이다.